# 梅里尼 (安德尔省)
梅里尼（法語：Mérigny，法語發音：[meʁiɲi]）是法国安德尔省的一个市镇，属于勒布朗区。

## 地理
梅里尼（46°37'52"N, 0°55'33"E）面积31.77 平方千米，位于法国中央-卢瓦尔河谷大区安德尔省，该省份为法国中部省份，北起卢瓦-谢尔省，西北接安德尔-卢瓦尔省，西南接维埃纳省，南至克勒兹省和上维埃纳省，东临谢尔省。
与梅里尼接壤的市镇（或旧市镇、城区）包括：丰贡博、安格朗德、吕赖、圣艾尼、索泽勒、纳利耶、圣日耳曼、圣皮埃尔德马耶。

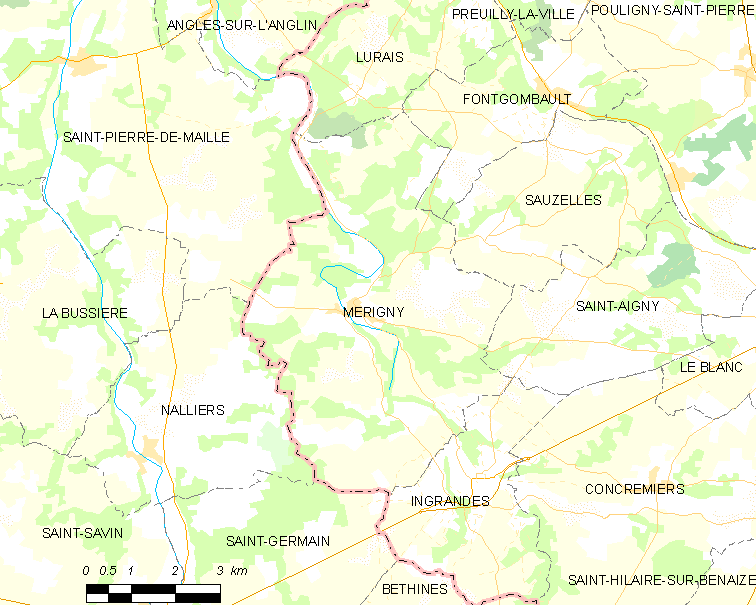
的OSM定位图

梅里尼的时区为UTC+01:00、UTC+02:00（夏令时）。

## 行政
梅里尼的邮政编码为36220，INSEE市镇编码为36119。

## 政治
梅里尼所属的省级选区为勒布朗县。

## 人口

1962-2008年间人口变化图示

梅里尼于2022年1月1日时的人口数量为544人。